# Louis Nourrit
Louis Nourrit (ur. 4 sierpnia 1780 w Montpellier, zm. 23 września 1831 w Brunoy) – francuski śpiewak, tenor.

## Życiorys
Studiował u Pierre’a-Jeana Garata w Konserwatorium Paryskim. Debiutował w 1805 roku na deskach Opery Paryskiej rolą Renauda w Armidzie Ch.W. Glucka. Od 1812 roku był pierwszym tenorem Opery Paryskiej. Brał udział w premierach m.in. Les Abencerages Cherubiniego, Olimpii Spontiniego i Le siège de Corinthe Rossiniego. W 1826 roku przeszedł na emeryturę.
Jego synem był śpiewak Adolphe Nourrit.